# سرية خالد بن الوليد (العزى)
سرية خالد بن الوليد إلى العزى، في أواخر شهر رمضان سنة 8 هـ.

## مجريات السرية
بعث النبي محمد صلى الله عليه وسلم حين فتح مكة خالد بن الوليد إلى صنم العزى ليهدمها، فخرج في 30 فارسًا من أصحابه، حتى انتهوا إليها فهدمها، ثم رجع إلى النبي محمد صلى الله عليه وسلم، فأخبره فقال «هل رأيت شيءًا؟»، قال «لا»، قال «فإنك لم تهدمها، فارجع إليها فاهدمها». فرجع خالد وهو متغيظ فجرّد سيفه فخرجت إليه امرأة عريانة سوداء ناشرة الرأس فجعل السادن يصيح بها فضربها خالد فجزلها باثنين، ورجع إلى النبي محمد صلى الله عليه وسلم، فأخبره فقال «نعم تلك العزى، وقد يئست أن تعبد ببلادكم أبدًا». وكانت العزى بنخلة وكانت لقريش وجميع بني كنانة وكانت أعظم أصنامهم وكان سدنتها بنو شيبان من بني سليم. وكانت العُزَّى أعظم الأصنام التي عبدتها قريش قبل الإسلام، وكانت قد حَمَت لها شِعب سُقام يضاهون به حرم الكعبة.